# Eilean Donan
Eilean Donan – zamek w Szkocji, położony na wyspie na Loch Duich niedaleko miejscowości Dornie w zachodniej części regionu Highland. Ze stałym lądem łączy go kamienny most.

## Historia
Zamek został wzniesiony w 1220 r. przez szkockiego króla Aleksandra II. Uważa się, że służył za schronienie Robertowi Bruce’owi podczas jego ucieczki przed angielskim wojskiem.
W kwietniu 1719 r. zamek okupowały hiszpańskie wojska z zamiarem wzniecenia kolejnego powstania Jakobitów. W maju odbiły go, a następnie zniszczyły trzy fregaty Królewskiej Marynarki Wojennej. Hiszpanie zostali później pokonani w bitwie w dolinie Shiel.
Na początku XX wieku odrestaurowano go. Obecnie jest dostępny dla zwiedzających. W pogodny dzień można z niego zobaczyć wyspę Skye.
Zamek służy często za plener filmowy. Nakręcono tu m.in. sceny do takich filmów jak:
- Nieśmiertelny (1986), podobnie jak Glenfinnan
- Loch Ness (1995)
- Świat to za mało (1999)

Zamek znajduje się również na okładce albumu Secret Garden – Dreamcatcher (2001).
Na murze herb klanu MacRae wraz z ich mottem w tłumaczeniu Tak długo, jak w środku jest MacRae, nigdy nie będzie Frasera na zewnątrz.

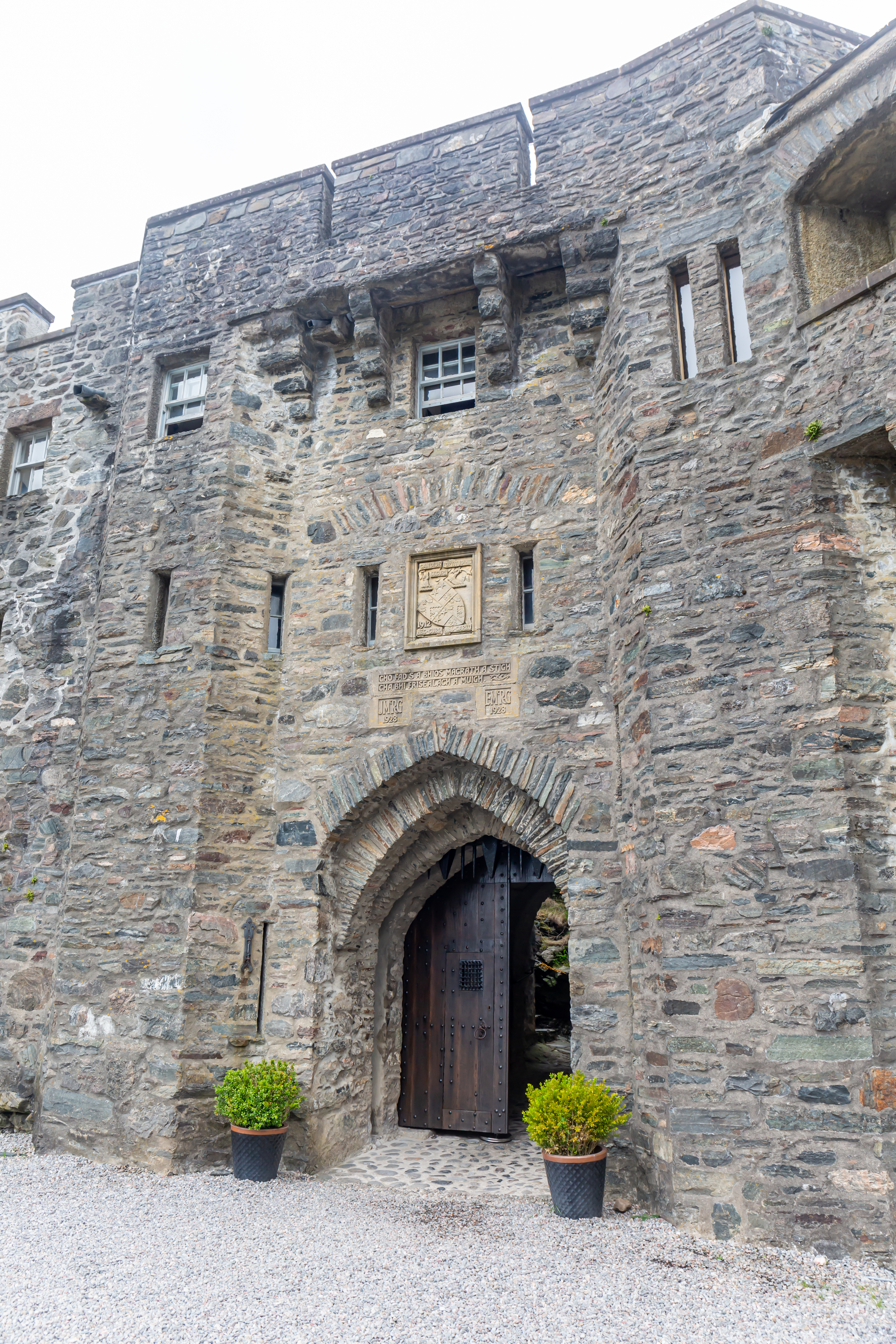
Herb MacRae
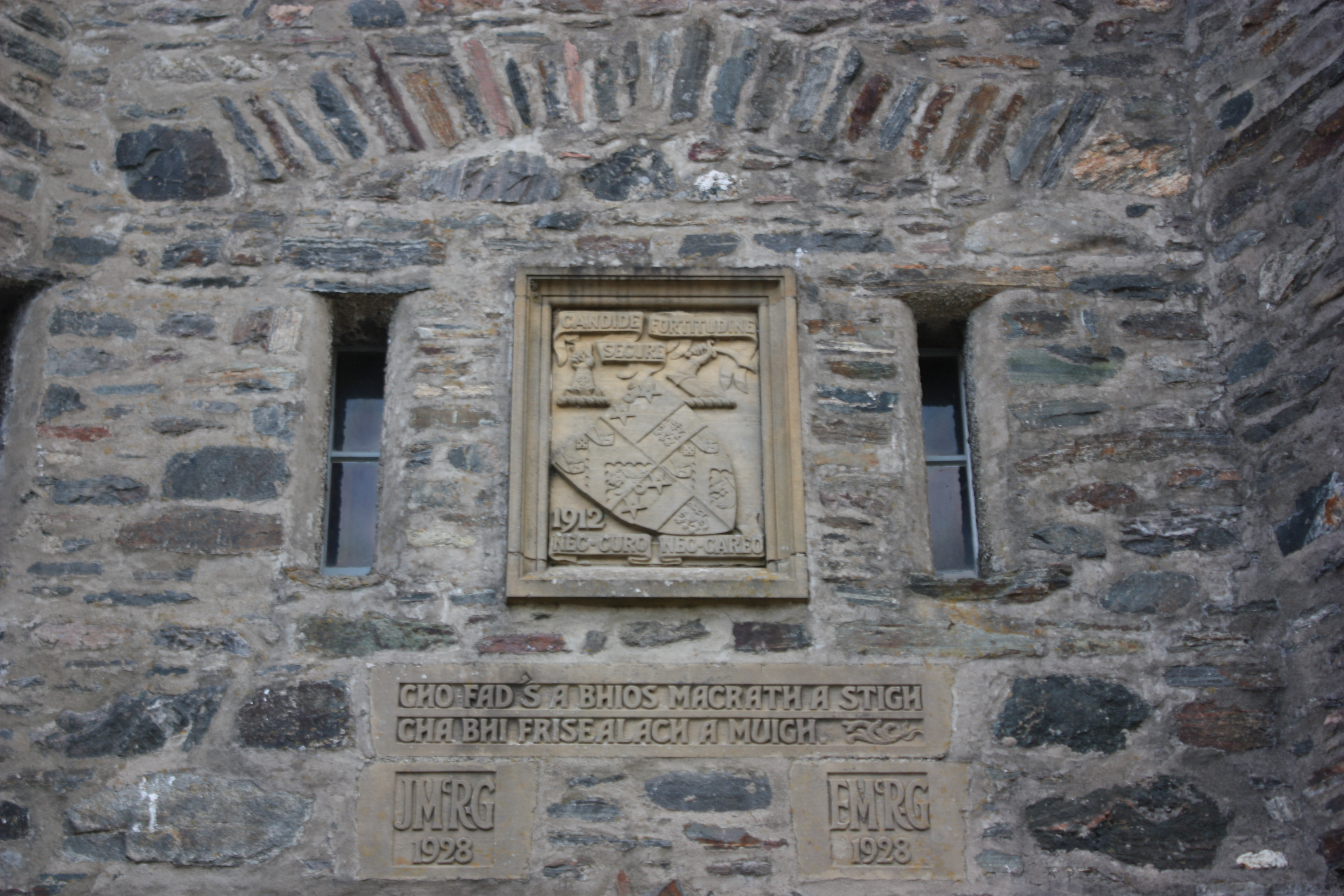
Herb MacRae
Herb MacRae
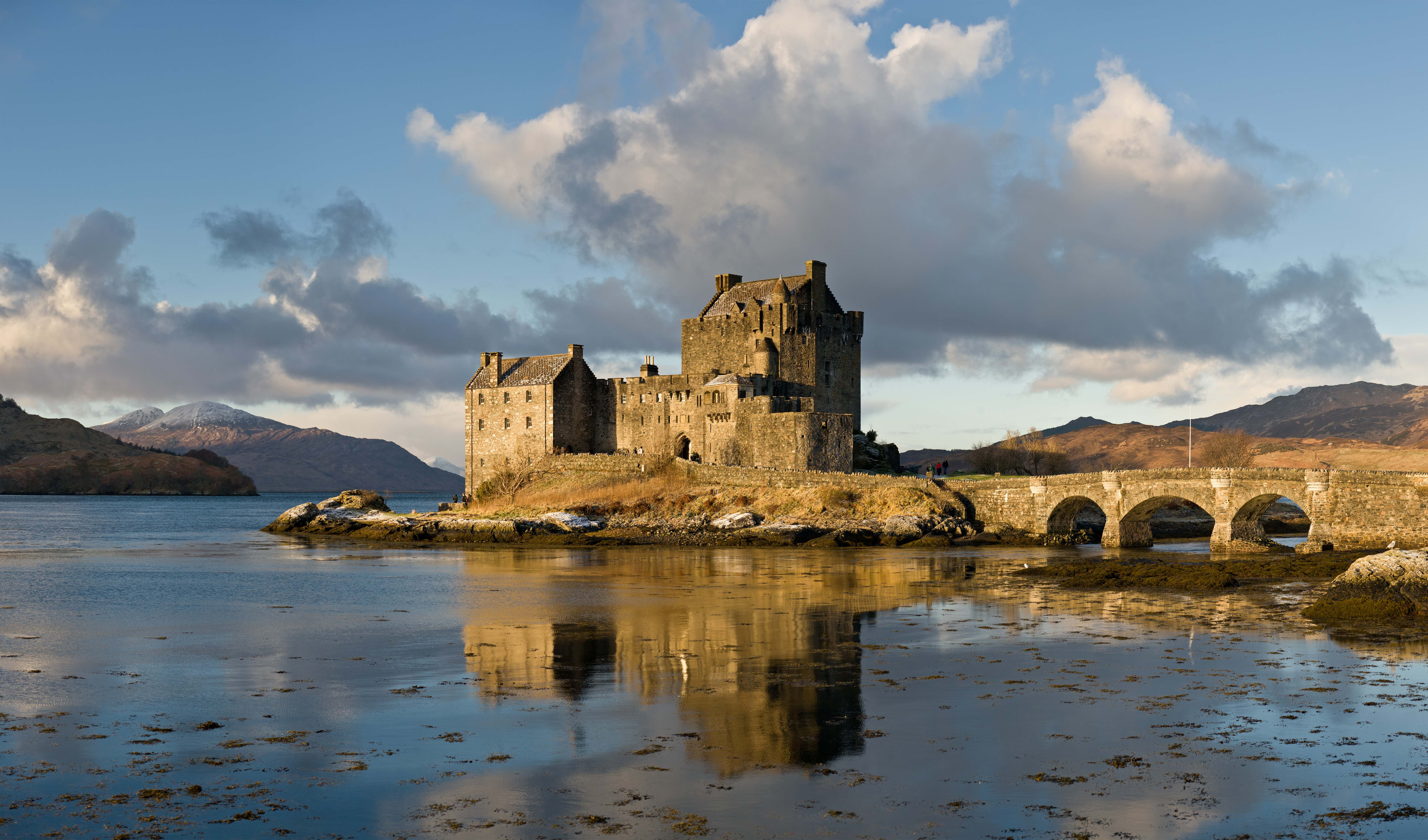
Zamek z kamiennym mostem